# Operation Gold

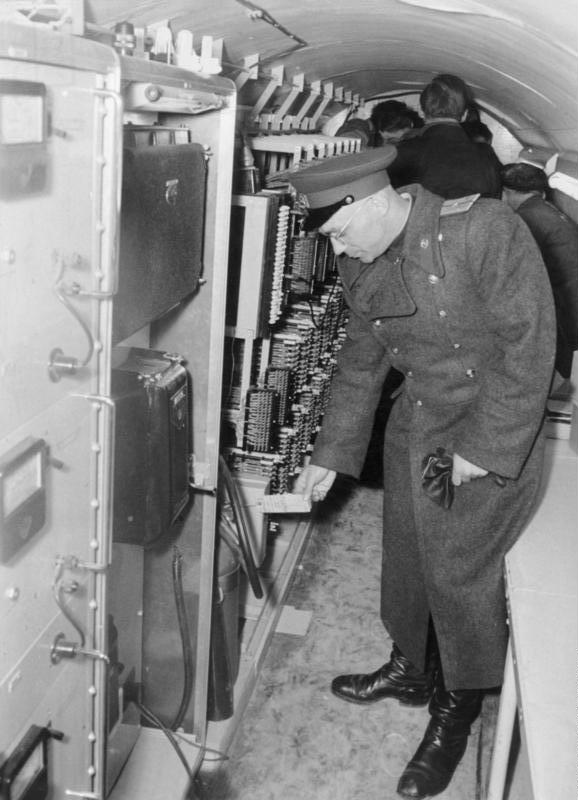
Sowjetischer Offizier im Spionagetunnel

Die Operation Gold (bei den Briten auch als Operation Stopwatch bezeichnet) war eine gemeinsame Spionageaktion, die vom amerikanischen CIA und dem britischen Secret Intelligence Service durchgeführt wurde, um ab 1955 in Berlin Telefonleitungen der Deutschen Post der DDR, über die das Hauptquartier der Sowjetischen Armee Gespräche führte, mit Hilfe eines Tunnels anzuzapfen, der unter den sowjetisch besetzten Sektor der Stadt gegraben wurde.

## Planung
Aufbauend auf den bei der erfolgreichen Abhöraktion Operation Silver in Wien gesammelten Erfahrungen, drängte Allen Dulles (der damalige Director of Central Intelligence) darauf, die Aktion im geteilten Berlin zu wiederholen. Obwohl die Operation Gold gemeinsam von SIS und CIA geplant worden war, wurde sie anschließend von der CIA allein finanziert und mit Personal ausgestattet. Da viele Einzelheiten des Projekts nach wie vor der Geheimhaltung  unterliegen, ist die Menge der verlässlichen Informationen darüber begrenzt. Dies liegt unter anderem daran, dass Allen Dulles befohlen hatte, dass „so wenig wie möglich“ auf „schriftliche Form reduziert“ werden dürfe, als er das Projekt genehmigte.
Einem Bericht zufolge hätte Reinhard Gehlen, der spätere erste Präsident des Bundesnachrichtendienstes, als erster Dulles auf den Verlauf einer wichtigen Trasse mit Telekommunikationskabeln hingewiesen, die sich in weniger als zwei Metern Tiefe befand und in der drei Kabel in unmittelbarer Nähe des Amerikanischen Sektors von West-Berlin verliefen. Informationen über die genaue Lage der Kabel konnten durch einen Informanten im Ostberliner Fernmeldeamt beschafft werden.
Die CIA verfügte über als zuverlässig eingestufte Informationen, dass über diese Kabel telefonische und telegrafische Verbindungen des sowjetischen Militärs, der Sicherheitsdienste und von Diplomaten abgewickelt wurden.
Vertreter der britischen und der amerikanischen Geheimdienste trafen sich nach Bekanntwerden der Information in London, um den Tunnel zu planen. Einer der Anwesenden bei diesem frühen Treffen war George Blake, der als Doppelagent innerhalb des britischen Geheimdienstes tätig war. Blake hatte offenbar den KGB unverzüglich über die Pläne informiert, worauf möglicherweise auch die Festnahme von zwei von Gehlens Agenten bei dem Versuch, ein Abhörkabel über einen Kanal in Berlin zu transportieren, zurückzuführen ist. Der KGB beschloss jedoch, die Durchführung der Operation Gold nicht zu behindern, da man dort das Potential für die Verbreitung von Desinformation erkannte und Blake als Doppelagenten nicht gefährden wollte.

## Verlauf der Operation
Im Dezember 1953 wurde die Operation William King Harvey unterstellt, einem ehemaligen FBI-Agenten, der zur CIA gewechselt war. Er nutzte die Baustelle einer Radaranlage und eines Depotgebäudes der Air Force als Tarnung für den westlichen Endpunkt des Tunnels.
Der geheime Bau eines 450 Meter langen Tunnels, der die streng bewachte Grenze in einer Tiefe von rund sechs Meter unterquerte, um ein Kabel anzuzapfen, das nur 47 cm unter einer stark befahrenen Straße (Schönefelder Chaussee) verlief, stellte eine hohe ingenieurtechnische Herausforderung dar. Zusätzlich erschwert wurde der Bau des Tunnels durch das unerwartete Eindringen von Grundwasser und die Entdeckung einer Lehmlinse im Verlauf des geplanten Tunnels. Die Arbeiten begannen im August 1954 und wurden am 25. Februar 1955 abgeschlossen.
Der Tunnel verlief zwischen dem Ortsteil Altglienicke in Treptow auf der Ost-Berliner Seite und dem Neuköllner Ortsteil Rudow im Amerikanischen Sektor. Von dort aus wurden die Telefonverbindungen durch Briten und Amerikaner sowohl abgehört als auch aufgezeichnet, die vom Hauptquartier der Gruppe der Sowjetischen Streitkräfte in Deutschland in Wünsdorf aus unter anderem mit Moskau, der sowjetischen Botschaft in Ost-Berlin und den ostdeutschen Behörden geführt wurden.
Offenbar waren die westlichen Geheimdienste zu dieser Zeit nicht in der Lage, die Verschlüsselung der Sowjetunion zu brechen. Stattdessen nutzten sie ein schwaches elektronisches Echo, welches die sowjetischen Verschlüsselungsgeräte erzeugten, um die Nachrichten im Klartext zu lesen.
In Washington arbeitete ein Team von Übersetzern und Analysten ununterbrochen daran, die überwältigende Menge der so abgefangenen Informationen auszuwerten, die von den Gesprächen hochrangiger Offiziere bis zur Plauderei zwischen einfachen Soldaten alles umfasste. Mit der Auswertung der Telefongespräche waren zeitweise bis zu 317 Mitarbeiter beschäftigt, mit dem Fernschreiberverkehr bis zu 350. Während der kurzen Nutzungsdauer des Tunnels wurde rund eine halbe Million Gespräche auf 50.000 Bändern festgehalten. Insgesamt umfassen die Aufnahmen 40.000 Stunden Telefongespräche und sechs Millionen Stunden Fernschreiberverkehr. Die Auswertung der durch die Operation Gold gewonnenen Informationen dauerte bis zum September 1958 an. Dabei wurden 1750 Berichte und 90.000 Übersetzungen erstellt.

## Aufdeckung

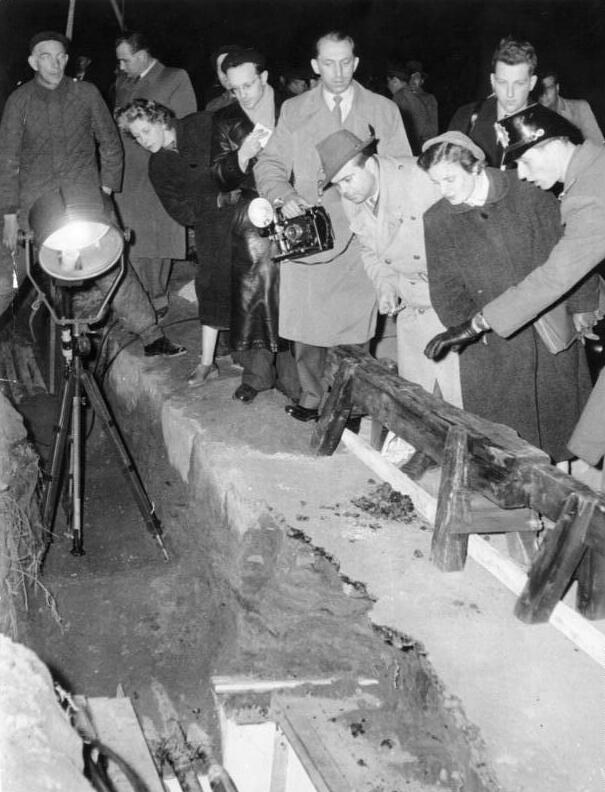
Die freigelegte Anzapfstelle wird der Presse präsentiert.

In der Nacht vom 21. auf den 22. April 1956, elf Monate nach Inbetriebnahme des Tunnels, wurde das Ostende des Tunnels von sowjetischen und ostdeutschen Soldaten freigelegt, nachdem es in den Tagen zuvor durch starke Regenfälle zu Störungen an verschiedenen Telefonleitungen gekommen war. Dieser Zeitpunkt wurde von der sowjetischen Seite bewusst gewählt, um ihren Agenten Blake nicht zu gefährden.
Der Spionagetunnel wurde unmittelbar nach seiner Entdeckung als „Bruch der Normen internationalen Rechts“ und „verbrecherischer Akt“ der Presse präsentiert. Die Fotos aus dem Tunnel unter der innerdeutschen Grenze gingen anschließend durch die Weltpresse. Obwohl der Tunnelabschnitt direkt unterhalb der Grenze von den Amerikanern bereits beim Bau für eine eventuelle Sprengung vermint worden war, wurde entgegen der ursprünglich vorgesehenen Vorgehensweise im Falle einer Entdeckung des Tunnels von dieser Möglichkeit bei der tatsächlichen Entdeckung des Tunnels kein Gebrauch gemacht.
Dabei war nicht nur Allen Dulles durch die Entdeckung des Tunnels betroffen, sondern auch sein Bruder John Foster Dulles (zu diesem Zeitpunkt US-Außenminister) und seine Schwester Eleanor Lansing Dulles, die zu der Zeit als Leiterin das Berlin-Ressorts im damaligen Bureau of German Affairs des State Department betreute.
Erst 1961, nachdem Blake als Agent verhaftet und verurteilt worden war, wurde den westlichen Nachrichtendiensten bewusst, dass die Geheimhaltung des Tunnels schon lange vor seinem Bau nicht mehr gegeben war. Obwohl Dulles den Erfolg der Operation Gold öffentlich betont hat, sind die Analysten der CIA geteilter Meinung über den Wert der dabei gesammelten Informationen. Eine der Bewertungen kommt zu dem Schluss, dass die Sowjetunion nur die belanglose Kommunikation über die angezapften Kabel laufen ließ, um die Illusion aufrechtzuerhalten, dass sie keine aggressiven Absichten gegen West-Berlin hegte. Die Kosten der Operation Gold werden mit 6,7 Mio. US-Dollar angegeben.
Die Anlage wurde 1971 geschlossen und inzwischen stehen auf dem Gelände Einfamilienhäuser.

## Filme
- Operation Gold – Der Spionagetunnel von Berlin, Film von Jonathan Hacker und Sam Benstead[7]
- Operation Gold – Kampf der Geheimdienste in Berlin, Film von Stephan Guntli und Sibylle Gerhards, Feature, WDR/ORB/ARTE, 1994, 60 min
- … und der Himmel steht still, Deutschland/Vereinigtes Königreich, 1993: Spielfilm, in dem ein fiktiver britischer Nachrichtentechniker an der Operation mitarbeitet und die damaligen Verhältnisse in Berlin miterlebt.